# Cabañas de Yepes (kommunhuvudort)
Cabañas de Yepes är en kommunhuvudort i Spanien.   Den ligger i provinsen Toledo och regionen Kastilien-La Mancha, i den centrala delen av landet, 60 km söder om huvudstaden Madrid. Cabañas de Yepes ligger 710 meter över havet och antalet invånare är 277.
Terrängen runt Cabañas de Yepes är huvudsakligen platt, men söderut är den kuperad. Runt Cabañas de Yepes är det glesbefolkat, med 17 invånare per kvadratkilometer. Närmaste större samhälle är Aranjuez, 16,6 km norr om Cabañas de Yepes. Trakten runt Cabañas de Yepes består till största delen av jordbruksmark.